# 渡邊壽信
渡邊 壽信（わたなべ　ひさのぶ、1962年〈昭和37年〉8月16日 - ）は、株式会社きらぼし銀行 取締役頭取。株式会社東京きらぼしフィナンシャルグループ 代表取締役社長。

## 経歴
東京都出身。1985年3月、中央大学商学部卒業。1985年4月、東京都民銀行入行。
2012年7月、同行 参与 融資管理部長。2013年10月、同行 参与 融資統括部長。2014年6月、同行 執行役員 融資統括部長。
2014年10月、株式会社東京TYフィナンシャルグループ リスク管理部 ゼネラルマネージャー。2015年6月、株式会社東京都民銀行 執行役員 日本橋支店長。2016年7月、株式会社東京TYフィナンシャルグループ 営業戦略部部長。株式会社東京都民銀行 執行役員 営業統括部長。
2017年6月、株式会社東京TYフィナンシャルグループ 取締役。株式会社東京都民銀行 取締役 常務執行役員。
2018年5月、株式会社東京きらぼしフィナンシャルグループ 代表取締役副社長。株式会社きらぼし銀行 取締役頭取(現職)。2020年6月、株式会社東京きらぼしフィナンシャルグループ 代表取締役社長。
2022年6月、同社代表取締役社長グループCEO(現職)。